# John Brownjohn
John Maxwell Brownjohn (Rickmansworth, Hertfordshire, 1929. április 11. – 2020. január 6.) angol műfordító, forgatókönyvíró.

## Műfordításai
- Frank Arnau: The Art of the Faker
- Marcel Beyer: The Karnau Tapes
- Willy Brandt: People and Politics: The Years, 1960-75
- Thomas Brussig: Heroes Like Us
- Thomas Glavinic: Night Work
- Martin Gregor-Dellin: Richard Wagner: His Life, His Work, His Century
- Lothar Günther Buchheim: The Boat
- Hans Hellmut Kirst: The Night of the Generals
- Bodo Kirchhoff: Infanta
- Georg Klein: Libidissi
- Walter Moers: City of Dreaming Books
- Walter Moers: A Wild Ride Through the Night
- Dietlof Reiche: The Golden Hamster Saga
- Alain Claude Sulzer: A Perfect Waiter
- Leo Perutz: The Swedish Cavalier

## Filmjei
- Egy tiszta nő (Tess) (1979)
- Kalózok (Pirates) (1986)
- Keserű méz (Bitter Moon) (1992)
- A kilencedik kapu (The Ninth Gate) (1999)
- Captain Jokes Parrot's Disaster of the Caribbean (2017, tv-film, karakterek)

## Díjai
- Schlegel-Tieck-díj: 1979, 1993 (2x), 1999